# Jemielno
Jemielno (niem. Gimmel, od hebr. gimmel – trzecia litera alfabetu żydowskiego) – wieś w Polsce położona w województwie dolnośląskim, w powiecie górowskim, w gminie Jemielno.

## Podział administracyjny
W latach 1975–1998 miejscowość administracyjnie należała do województwa leszczyńskiego. Miejscowość jest siedzibą władz gminy Jemielno.

## Demografia
Jest to największa miejscowość gminy Jemielno. Według Narodowego Spisu Powszechnego liczyła 369 mieszkańców (III 2011 r.).

## Nazwa
W księdze łacińskiej Liber fundationis episcopatus Vratislaviensis (pol. Księga uposażeń biskupstwa wrocławskiego) spisanej za czasów biskupa Henryka z Wierzbna w latach 1295–1305 miejscowość wymieniona jest w zlatynizowanej formie Gemelno.

## Zabytki
Do wojewódzkiego rejestru zabytków wpisany jest obiekt:
- kościół par. pw. Chrystusa Króla i św. Katarzyny, z pocz. XVI, przebudowany w l. 1779-82, 1913.

## Turystyka
W miejscowości znajduje się schronisko turystyczne „Pod Lipami” (37 miejsc w 15 pokojach) - dawne (do 2009) schronisko młodzieżowe, stanowiące własność gminy i znajdujące się w budynku pełniącym w latach 1948-2003 funkcję szkoły.